# Amaneció de golpe
Amaneció de golpe és una pel·lícula veneçolana filmada en 1998, dirigida per Carlos Azpúrua, i escrita per José Ignacio Cabrujas. El film entrellaça diverses històries tenint com a centre els esdeveniments que es van suscitar en la nit del cop d'estat a Veneçuela en 1992. Encara que la revolta va ser controlada, a l'alba els personatges ja no eren els mateixos d'abans.

## Argument
El 4 de febrer de 1992, a Caracas, Veneçuela, un grup de militars va realitzar un inesperat cop d'estat contra el president Carlos Andrés Pérez, que acabava de tornar d'una reunió del Fòrum Econòmic Mundial a Suïssa. La pel·lícula se centra principalment en l'atac realitzat a la residència presidencial La Casona per un grup de soldats rebels, i paral·lelament presenta la vida d'algunes famílies veïnes de “La Casona” que queden atrapades durant la nit i la matinada del fallit cop d'estat.

## Repartiment
- Manuel Aranguiz
- Mirtha Borges
- Elba Escobar
- Yannis Chimaras
- Dalila Colombo
- Héctor Mayerston
- Víctor Cuicas
- Manuel Aranguiz
- Gonzalo Cubero
- Frank Spanp
- Vicente Tepedino
- Eric Ekval
- Raúl Fraire
- Isabel Herrera
- Karl Hoffman
- Cecilia Martínez
- Asdrúbal Meléndez
- Elizabeth Morales
- Ruth Puebla
- Gabriel Retes
- José Gabriel Retes
- Lucila Balzarretti
- Beatriz Santana

## Palmarès
- Nominada al Goya a la millor pel·lícula estrangera de parla hispana.[4]
- En 1998, obté el Premi Vigía ael Festival de Pel·lícules de l'Havana.
- El 1999 obté el premi de l'audiència al Mostra de Cinema Llatinoamericà de Catalunya